# Toma de Encarnación
La Toma de Encarnación fue un intento de ocupación anarquista de Encarnación, en febrero de 1931 como parte de un plan más amplio para iniciar una revolución social libertaria (anarquista) en el país.

## Evento
Como parte de un plan más amplio para iniciar una revolución social libertaria (anarquista) en Paraguay, un grupo de trabajadores y estudiantes intentaron proclamar una comuna libertaria en Encarnación el 20 de febrero de 1931.  Ingresaron a Paraguay cruzando el río Paraná desde Posadas, Argentina . Liderados por Obdulio Barthe, Félix Cantalicio Aracuyú y Facundo Duarte, e impulsados por el Nuevo Ideario Nacional, 150 anarquistas y comunistas tomaron Encarnación durante 16 horas.  Una bala perdida de la ocupación dejó a Aracuyú gravemente herido. 
Los otros componentes de la revolución popular planeada, en Asunción y Villarrica, fueron frustrados cuando sus líderes sindicales fueron deportados en los días previos a la acción. 
Tras la toma, los insurrectos se apoderaron de dos barcos de vapor, en los que se exiliaron en Brasil, deteniéndose para atacar empresas de yerba mate y quemar registros relacionados con mensús contratados en dos puertos. Los 17 que permanecían en Encarnación fueron detenidos. 

## Legado
Mientras que la toma en sí estuvo marcada por la incompetencia, este representó tanto el descontento generalizado entre trabajadores y estudiantes como la influencia del anarcosindicalismo y su principal gaceta, el semanario La Palabra . Luego del levantamiento de 1931, la influencia del anarquismo había decaído y fue suplantada por el pensamiento socialista.  El novelista y escritor Gabriel Casaccia aludió a la ocupación en su obra Los Hederos . 